# Cnemoplites princeps
Cnemoplites princeps är en skalbaggsart som beskrevs av Charles Joseph Gahan 1895. Cnemoplites princeps ingår i släktet Cnemoplites och familjen långhorningar. Inga underarter finns listade i Catalogue of Life.